# Societat Catalana de Terminologia
La Societat Catalana de Terminologia (SCATERM) és una societat filial de l'Institut d'Estudis Catalans (IEC) adscrita a la Secció Filològica que vol reunir els organismes i professionals implicats en la terminologia catalana i donar a conèixer l'activitat terminològica que es porta a terme arreu del territori català.
Va néixer sota el nom d'Associació Catalana de Terminologia (ACATERM) a partir de la proposta que es va presentar en la I Jornada de Terminologia i Serveis Lingüístics, celebrada el 18 de maig de 2001 a la Universitat Pompeu Fabra (UPF). D'acord amb aquesta iniciativa, una comissió gestora formada per membres de diverses institucions de l'àmbit català es va encarregar de conduir el procés constituent. En van formar part representants de la Unió de Federacions Esportives de Catalunya (UFEC), del TERMCAT, de l'Institut Universitari de Lingüística Aplicada (IULA) de la UPF, i dels serveis lingüístics de la Universitat Autònoma de Barcelona, de la Universitat Politècnica de Catalunya i de la Universitat Jaume I de Castelló.

## Objectius
- Afavorir la difusió de la terminologia en llengua catalana en els àmbits científics i tècnics.
- Constituir una plataforma per a la promoció del reconeixement i la professionalització de l'àmbit de la terminologia.
- Promoure la provisió i l'intercanvi d'informació sobre les activitats terminològiques entre les persones usuàries i professionals de la terminologia.
- Establir relacions amb altres organitzacions, associacions i institucions de finalitats semblants.
- Col·laborar amb la Secció Filològica i amb els altres estaments de l'IEC en els treballs i els debats relacionats amb la terminologia propis d'aquesta institució.

## Activitats
La SCATERM organitza regularment jornades acadèmiques, seminaris i cursos de formació. Publica bimestralment en format electrònic el Butlletí de la Societat Catalana de Terminologia i semestralment la revista de terminologia Terminàlia (en paper i en línia) que té el doble perfil de revista científica especialitzada amb l'avaluació d'experts i de revista divulgativa. També publica dues col·leccions creades l'any 2009: «Memòries de la Societat Catalana de Terminologia», que aplega les actes de les activitats més rellevants organitzades per la Societat, especialment les de les jornades anuals, i «Eines de Terminologia», que vol acollir monografies dedicades a l'estudi i la pràctica de la terminologia.
Amb la voluntat de promoure la recerca en terminologia, la SCATERM convoca un premi biennal per a estudiants dins el cartell de premis i de borses d'estudi de l'IEC, amb el nom de Premi de la Societat Catalana de Terminologia.